# Toroslar
Toroslar (benannt nach dem Taurusgebirge) ist eine Stadtgemeinde (Belediye) im gleichnamigen Ilçe (Landkreis) der Provinz Mersin in der türkischen Mittelmeerregion und gleichzeitig ein Stadtbezirk der 1993 gebildeten Büyükşehir belediyesi Mersin (Großstadtgemeinde/Metropolprovinz). Seit der Gebietsreform ab 2013 ist die Gemeinde flächen- und einwohnermäßig identisch mit dem Landkreis.
Er ist der größte und nördlichste Teil der Provinzhauptstadt Mersin, die 2008 in vier Kreise aufgeteilt wurde. Toroslar liegt im Osten der Provinz und grenzt an die Provinzen Konya und Niğde. 
Durch das Gesetz Nr. 5747 wurde der Kreis im Juli 2008 zusammen mit den anderen drei Kreisen Akdeniz, Mezitli und Yenişehir aus dem aufgelösten zentralen Landkreis (Merkez Ilçe) der Provinzhauptstadt gebildet. Toroslarund ist flächen- und bevölkerungsmäßig der größte Landkreis/Stadtbezirk der vier neuen. Der Bevölkerungsanteil betrug Ende 2020 29,6 Prozent (von insgesamt 1.050.301 Einwohner).
Bei der Kreisbildung wurden die drei Belediye Dorukkent, Arpaçsakarlar und Yalınayak aus dem zentralen Landkreis ausgegliedert und im neugebildeten Kreis Toroslar in die Stadt Toroslar eingegliedert. Die Belediye Arslanköy, Ayvagediği, Gözne, Güzelyayla und Soğucak kamen ebenfalls aus dem zentralen Landkreis in den neugebildeten Kreis Toroslar, behielten aber ihre Eigenständigkeit. Zudem gelangten 32 der 62 Dörfer des aufgelösten zentralen Landkreises in den Kreis Toroslar, ehe sie im Zuge der Verwaltungsreform 2013/2014 in Mahalle umgewandelt wurden. Die 15 Mahalle o. g. fünf Belediye wurden zu jeweils einer verschmolzen, während die 32 bestehenden Mahalle der Kreisstadt unverändert blieben. Bis Ende 2013 stieg damit die Anzahl der Mahalle von 47 auf 67. Den Mahalle (Stadtviertel/Ortsteile) steht ein Muhtar als oberster Beamter vor.
Die im Stadtlogo manifestierte Jahreszahl (1994) dürfte ein Hinweis auf das Jahr der Erhebung zur Stadtgemeinde (Belediye) sein.
Ende 2020 lebten durchschnittlich 4.636 Menschen in jedem Mahalle, die meisten davon in diesen:
- Mevlana Mah. (17.768)
- Halkkent Mah. (17.697)
- Yalınayak Mah. (17.185)

- Kurdali Mah. (15.865)
- Tozkoparan Mah. (15.274)
- Güneykent Mah. (13.836)
- Demirtaş Mah. (12.776)
- Sağlık Mah. (12.761)
- Osmaniye Mah. (12.572)
- Selçuklar Mah. (11.499 Einw.)